# 中国帰還者連絡会
中国帰還者連絡会（ちゅうごくきかんしゃれんらくかい）は、中国の撫順戦犯管理所に戦争犯罪人として抑留された旧日本軍の軍人が帰国後の1957年9月24日に結成した団体。略称は中帰連（ちゅうきれん）。

## 概要
撫順戦犯管理所に収容された約千人の帰還者たちが祖国に帰って直面したのは厳しい現実だった。戦争中に家族も家も失い、身の置き所のない者もいた。仕事を探そうとしても、彼らの過去を知ると、雇い主は中国で「洗脳」されたと言って雇うことを拒んだ。差別され監視された。ソ連と中国での11年間の抑留生活の責任を問い、日本政府に補償を求める要求書を提出したが、日本政府は受け取りを拒否した。日本社会では孤立無援だった。元陸軍第三九師団の中隊長であった富永正三たちは、生きていくために全国各地の帰還者に連絡を取り、１年間の準備の後、1957年に9月に「中国帰還者連絡会」（略称「中帰連」）を結成した。本部は東京、全国54ヶ所に支部が設けられた。会長は元陸軍五九師団長藤田茂中将。会員資格は「中国を侵略して戦犯となり、中国の寛大政策により帰国したもの」としている。会員の高齢化に伴い、2002年に全国組織としては解散し、撫順の奇蹟を受け継ぐ会へ事業が引き継がれた。

## 活動
731部隊・南京事件・強制連行などについて積極的に証言し、証言者への協力を行なうことでも知られる。
1957年11月、抑留中に書かれた手記を基に、光文社神吉晴夫により光文社カッパ・ブックスシリーズの一冊として『三光』が出版された。
しかし洗脳の結果という声が大きく上り絶版になったため、翌年、中国帰還者連絡会により書名を『侵略』に変更し新読書社から出版した。
上記の活動について、朝鮮戦争における米軍捕虜の洗脳の例を引き合いに、撫順戦犯管理所に抑留された旧日本軍将兵が中国側に洗脳されたとする見解がある。
1982年の教科書誤報事件が起きた2か月後、再び光文社から「新編 三光　第1集」を出版し、出版活動や平和運動を行った。
『新編三光第1集』は写真誤用問題により絶版となり、1984年、再編集された『完全版三光』が出版された。
1989年8月15日、NHKで「戦犯たちの告白―撫順・太原戦犯管理所１０６２人の手記」が放送された。

2002年に全国組織としては解散し、撫順の奇蹟を受け継ぐ会へ事業が引き継がれた。

## 背景
日中戦争期に中国国内で戦争犯罪をした容疑で、中国共産党により1109名の戦犯容疑者が撫順戦犯管理所（撫順監獄 969名）と太原戦犯管理所（太原監獄 140名）に拘留された。撫順戦犯管理所に収容された者は、旧満州国で終戦を迎えた後、シベリア抑留を経て1950年に中国に移送されており、その中には愛新覚羅溥儀、張景恵、古海忠之などがいる。太原戦犯管理所には、戦争終結後、中国国民党軍に加わり中国共産党軍と戦った者などが収容された。
中国共産党政府の設置した戦犯管理所では、シベリア抑留時代とは異なり栄養豊富な食事、病人や怪我人への手厚い看護、衛生的・文化的生活が戦犯容疑者たちに保障された。一方、戦争中「日本による数多くの非人道的な犯罪行為を目にし、加担し、実行した」とされた戦犯容疑者たちは、それまでの自分たちの行為を「反省」し罪を「自主的に」告白する「認罪運動」を長期間にわたって課された。
1956年4月、「中国に侵略した日本軍の処分に関する全国人民代表大会常務委員会の決定」に基づき1956年6月から７月の間に山西省太原市と遼寧省瀋陽市で開かれた特別軍事法廷で重要戦犯容疑者の45人の裁判が行われた。それ以外の容疑者たちは管理所内の臨時法廷で「起訴免除、即時釈放」の判決を受ける。
1957年、中国共産党により「罪」を許され帰国した元戦犯容疑者たちの一部は中国帰還者連絡会を創立し、「反戦平和運動」、「日中友好運動」を展開した。特に、自らが戦争ないし戦地で行ってきたことを証言することで、戦争の愚かさを明らかにすることをその運動の核心としてきた。
1966年、日中友好協会が分裂したことを機に中国帰還者連絡会もまた分裂し、運動は低迷したが、1986年には統一大会を開催し、中国帰還者連絡会は再度統一した。

## 会員
あ行
- 飯森重任（除名）
- 石田傳郎
- 石田幹雄[注釈 1]

- 伊藤恒
- 植松楢数
- 鵜野晋太郎[注釈 2]
- 江先光 [注釈 3]
- 絵鳩毅[注釈 4]
- 大河原孝一（副会長）
- 大澤剛 [注釈 5]

- 岡本鉄四郎
- 小川仁夫[注釈 6]

か行
- 金子安次[注釈 7]
- 鴨田好司
- 川村忍
- 菊池義邦
- 国友俊太郎
- 久保田源次郎
- 小林武司

さ行
- 佐藤栄作
- 沢田二郎
- 鹿田正夫[注釈 8]
- 篠塚良雄[注釈 9]

- 島村三郎[注釈 10]
- 城野宏[注釈 11]
- 白井藤代

た行
- 高橋哲郎（事務局長）
- 高橋政義
- 田畑英一
- 塚越正夫
- 富永正三（1982年11月-1983年9月会長代行、1983年10月-2002年1月会長）[注釈 12]

な行
- 中島宗一[注釈 13]
- 中間清
- 永富博道
- 西谷稔
- 野田実[注釈 14]

は行
- 藤田茂（初代会長）
- 古海忠之
- 古屋栄一
- 本田義夫[注釈 15]

ま行
- 松本国三[注釈 16]
- 三浦只守

や行
- 湯浅謙
- 横山光彦[注釈 17]
- 吉房虎雄[注釈 18]

- 米村済三郎[注釈 19]

わ行
- 若月金治